# ایوو وسبی
ایوو وسبی (لهستانی: Ivo Wesby؛ ‏ ۱۹۰۲ – ۱۹۶۱) موسیقی‌دان و آهنگساز اهل لهستان بود که در جریان جنگ جهانی دوم به ایالات متحده آمریکا مهاجرت کرد.
از فیلم‌هایی که وی در آن‌ها نقش داشته‌است، می‌توان به شوهرم امشب چه می‌کند؟، قلب مادر، جهنم و رنا اشاره نمود.